# Eksjö
Eksjö es una ciudad sueca situada en la provincia de Småland y sede del municipio homóimo en el condado de Jönköping. Tiene una población de 9.676 habitantes (2005).

## Historia
La ciudad de Eksjö se menciona algunas veces en las crónicas de la Edad Media cuando era la sede de un consejo regional. La ciudad es mencionada por primera vez en el siglo XIV. En primeros años del siglo XV (1403) se le concedió el estatus de ciudad a través del rey Erik av Pommern.
Desde el siglo XVI Eksjö es una de las seis ciudades suecas en la provincia de Småland. Las otras eran: Jönköping, Kalmar, Vimmerby, Västervik, y la sede de la diócesis de Växjö.
Después de la coronación del rey Gustavo Vasa en 1524, el partidario líder Nils Dacke encabezó una rebelión. Dacke tomó el control de la zona con el apoyo de los gobiernos locales y el pueblo de Eksjö. Dacke más tarde fue asesinado por el ejército Real y las partes de su cuerpo desmembrado se colgaban en lugares públicos como una advertencia a cualquier intento de rebelión.
El apoyo dado por la rebelión local también contribuyó a la decisión de Gustavo Vasa para revocar a Eksjö de su condición de ciudad en 1544. Hubo muchos monumentos y museos locales para honrar aquella época en la provincia y el municipio de Eksjö, en los bosques donde vivía Dacke.
Durante la Guerra Nórdica de los Siete Años, en 1568, Eksjö fue arrastrado hasta el suelo. Sucesivamente fue reconstruida in una posición ligeramente diferente. La reconstrucción fue conducida por el instituto holandés Arendt ev Roy.
La ciudad surgió como un centro para el comercio de ganado, pero nunca llegó a ser verdaderamente próspera permaneciendo como una ciudad pequeña, hasta que un páramo en los entornos de la ciudad no se convierten en el punto de encuentro para el regimiento de Småland (Smålands Regemente).
Con la llegada del batallón de ingeniería y Húsares de Småland, la ciudad siguió siendo un centro de establecimientos militares, lo que causó la falta de grandes plantas industriales.
Como muchas otras ciudades suecas Eksjö se vio afectada por un incendio en el siglo XIX, y más de la mitad de la ciudad que fue quemada en 1856. Sin embargo, los distritos del norte de la ciudad se mantuvieron casi intactos, con algunas de sus partes que se remontan a la construcción de la ciudad en 1568.

## Hermanamientos
La ciudad está hermanada con Neusäß, Schneverdingen, Barlinek y Ærøskøbing.